# متیلن‌دی‌اکسی‌متوکسی‌اتیل‌آمفتامین
متیلن‌دی‌اکسی‌متوکسی‌اتیل‌آمفتامین (به انگلیسی: Methylenedioxymethoxyethylamphetamine) با فرمول شیمیایی C۱۳H۱۹NO۳ یک ترکیب شیمیایی است. که جرم مولی آن ۲۳۷٫۲۹۵ g/mol می‌باشد. 